# Lophoceramica pyrrha
Lophoceramica pyrrha là một loài bướm đêm trong họ Noctuidae.